# FC Bayern Alzenau
Der Fußballclub Bayern Alzenau 1920 e. V., kurz FC Bayern Alzenau oder einfach nur Bayern Alzenau, ist ein Fußballverein aus Alzenau, Bayern, der dem hessischen Fußballverband angehört und dessen erste Herrenmannschaft in der Fußball-Regionalliga Südwest spielt.

## Geschichte
Der Verein wurde 1920 zunächst als Fußballabteilung im Turn- und Sportverein Alzenau gegründet. Nach Meinungsverschiedenheiten zwischen der Turnerschaft und dem Süddeutschen Fußball-Verband wurde die Fußballabteilung aufgelöst und im Frühjahr 1924 als eigenständiger Fußballklub Bayern Alzenau gegründet.
Seit 1983 spielte der Verein zumeist in der Landesliga (zunächst Bayern Nord, später Hessen Süd). Der Wechsel von der bayerischen in die hessische Spielklasse seit der Saison 1992/93 liegt in der räumlichen Nähe zu Hessen begründet. Viele gegnerische Mannschaften in den höheren hessischen Spielklassen sind im Rhein-Main-Gebiet beheimatet, zu dem auch Alzenau gehört. Die Mannschaften der E- und F-Jugend nehmen jedoch nach wie vor am Spielbetrieb des Bayerischen Fußball-Verbandes teil.
Mit dem Aufstieg in die Oberliga Hessen nach zwei Relegationsspielen wurde im Jahr 2005 der bis dato größte sportliche Erfolg in der Vereinsgeschichte erreicht. Bayern Alzenau ist damit nach Viktoria Aschaffenburg das zweite bayerische Team, das in der Oberliga Hessen spielte. In der Saison 2008/09 war Bayern Alzenau der einzige bayerische Vertreter in der nunmehr als Hessenliga benannten höchsten hessischen Fußballliga. Als Zweitplatzierter der Hessenliga 2008/09 stieg der FC Bayern Alzenau in die Regionalliga Süd auf, da der erstplatzierte SC Waldgirmes aus finanziellen und organisatorischen Gründen auf den Aufstieg verzichtete. Nach nur einem Jahr stieg Alzenau jedoch als Tabellenletzter wieder in die Hessenliga ab. In der Spielzeit 2010/11 gelang der Mannschaft der Titelgewinn in der Hessenliga und somit der direkte Wiederaufstieg in die Regionalliga. Für die nachfolgende Saison wurde unter anderem der ehemalige Bundesligaprofi Jochen Seitz verpflichtet.
Nach der Saison 2015/16, in der der Verein nur knapp dem Abstieg entging, kündigte Seitz seinen Rücktritt an. Zur Saison 2016/17 wurde Angelo Barletta als neuer Trainer verpflichtet.
Die Saison 2018/19 beendete der Verein als Zweiter hinter dem FC Gießen und durfte dadurch an den Aufstiegsspielen zur Regionalliga Südwest teilnehmen. Dort konnte der Verein sich gegenüber dem SV Röchling Völklingen und den Stuttgarter Kickers dank der meisten erzielten Auswärtstore durchsetzen, nachdem alle drei Begegnungen der Vereine unentschieden geendet hatten. Nachdem dort in der folgenden Saison 2019/20 bis zu deren vorzeitigem Abbruch aufgrund der COVID-19-Pandemie zunächst der Klassenerhalt erreicht werden konnte, stieg die Mannschaft anschließend jedoch nach der zweiten 2020/21 wieder zurück in die Hessenliga ab. In der Saison 2024/25 wurde Bayern Alzenau Vizemeister in der Hessenliga. Da Meister FSV Fernwald auf einen Aufstieg verzichtete, reichte dies um direkt in die Regionalliga Südwest aufzusteigen.
Immer wieder gibt es Diskussionen, ob das Logo nicht vom großen FC Bayern München kopiert worden sei – dem ist aber nicht so. Das Logo der Alzenauer ist tatsächlich seit Gründung des Vereins 1920 identisch geblieben, während die Bayern aus München ihr Logo immer wieder neu konzipiert haben und das aktuelle runde Rautendesign erst seit 1970 verwendet wird.

## Platzierungen
| Saison            | Liga                  | Platz                         | Spiele | Tore  | Punkte |
| ----------------- | --------------------- | ----------------------------- | ------ | ----- | ------ |
| 1992/93           | Landesliga Hessen-Süd | 07.                           | 32     | 63:39 | 38:26  |
| 1993/94           | Landesliga Hessen-Süd | 07.                           | 34     | 70:65 | 34:34  |
| 1994/95           | Landesliga Hessen-Süd | 14.                           | 30     | 41:53 | 23:37  |
| 1995/96           | Landesliga Hessen-Süd | 04.                           | 32     | 49:42 | 51     |
| 1996/97           | Landesliga Hessen-Süd | 16.                           | 36     | 46:75 | 38     |
| 1997/98 – 2001/02 | …                     | …                             | …      | …     | …      |
| 2002/03           | Landesliga Hessen-Süd | 04.                           | 30     | 55:37 | 51     |
| 2003/04           | Landesliga Hessen-Süd | 04.                           | 30     | 57:28 | 57     |
| 2004/05           | Landesliga Hessen-Süd | 02.                           | 30     | 61:37 | 54     |
| 2005/06           | Oberliga Hessen       | 05.                           | 34     | 48:45 | 54     |
| 2006/07           | Oberliga Hessen       | 05.                           | 34     | 55:44 | 53     |
| 2007/08           | Oberliga Hessen       | 07.                           | 34     | 54:50 | 49     |
| 2008/09           | Hessenliga            | 02.                           | 34     | 75:46 | 69     |
| 2009/10           | Regionalliga Süd      | 18.                           | 34     | 22:66 | 19     |
| 2010/11           | Hessenliga            | 01.                           | 34     | 77:35 | 66     |
| 2011/12           | Regionalliga Süd      | 18.                           | 34     | 39:76 | 26     |
| 2012/13           | Regionalliga Südwest  | 19.                           | 36     | 43:86 | 28     |
| 2013/14           | Hessenliga            | 14.                           | 36     | 47:54 | 44     |
| 2014/15           | Hessenliga            | 04.                           | 32     | 55:29 | 60     |
| 2015/16           | Hessenliga            | 15.                           | 32     | 43:60 | 34     |
| 2016/17           | Hessenliga            | 04.                           | 32     | 87:49 | 64     |
| 2017/18           | Hessenliga            | 02.                           | 32     | 89:39 | 66     |
| 2018/19           | Hessenliga            | 02.                           | 34     | 85:40 | 66     |
| 2019/20           | Regionalliga Südwest  | 10.                           | 22     | 28:31 | 28     |
| 2020/21           | Regionalliga Südwest  | 21.                           | 42     | 47:94 | 25     |
| 2021/22           | Hessenliga            | 11. (1. in der Abstiegsrunde) | 22     | 55:27 | 46     |
| 2022/23           | Hessenliga            | 12.                           | 38     | 51:60 | 47     |
| 2023/24           | Hessenliga            | 04.                           | 34     | 72:40 | 63     |
| 2024/25           | Hessenliga            |                               |        |       |        |

## Persönlichkeiten
- Fabian Broghammer
- Jonas Grüter
- Svenja Huth
- Boris Kolb
- Jochen Seitz
- Heiko Westermann
- Björn Ziegenbein